# Juan Carlos Bazalar
Juan Carlos Bazalar Cruzado (Lima, 23 de fevereiro de 1968) é um ex-futebolista e treinador de futebol peruano que jogava como volante. É pai do também jogador de futebol Alonso Bazalar.

## Carreira
Iniciou a carreira em 1987, no Universitario, sendo tetracampeão nacional (1987, 1990, 1992 e 1993). Também teve passagens de sucesso por Alianza Lima (campeão peruano em 1997) e Cienciano, além de ter defendido Ciclista Lima, Sport Boys, Veroia (Grécia), Melgar e Sport Áncash, onde se aposentou em 2009, aos 41 anos.
Bazalar estreou como técnico em 2012, no Deportivo Pacífico, onde permaneceria até 2013. Ele comandou ainda Atlético Torino, Molinos El Pirata e Deportivo Garcilaso, seu atual clube.

## Seleção Peruana
Bazalar fez parte do elenco da Seleção Peruana de Futebol da Copa América de 2007. Esta foi a única participação do volante em competições oficiais por seu país, mesmo sendo convocado desde 1989.